# Вода
Вода́, Н2O — хімічна речовина у вигляді прозорої, безбарвної рідини без запаху і смаку (в нормальних умовах). Є основною складовою гідросфери Землі та рідин усіх відомих живих організмів (в яких вона діє як розчинник). Хімічна формула H2O, вказує на те, що кожна її молекула містить один атом кисню і два атоми водню, з'єднані ковалентними зв'язками, що приєднані до атома кисню під кутом 104,45°. «Вода» — це також назва рідкого стану H2O за стандартних температури і тиску (в межах Землі).

## Загальний опис
Одна з найпоширеніших речовин у природі та основна складова живих організмів.
Це найпростіший гідрид оксигену — дигідроген моноксид (H2O). Безбарвна рідина, у великих кількостях — блакитного
кольору (т. пл. 0 °C, т. кип. 100 °C, густина при 0 °C 0,99987 г см−3) без запаху та смаку. Максимальна густина
при 4 °C — 1,0000 г см−3. Вода у твердому стані (лід) має виключно тетраедричне розташування атомів O (залежно від
деталей геометрії їх розташування розрізняють три форми льоду). Водневі зв'язки й залишковий порядок зберігаються і в
розчині. Утворює гідрати з багатьма солями. До катіонних центрів приєднується вільними електронними парами, до
аніонних — через утворення водневих зв'язків. Як нейтральний оксид, слабко дисоціює на [Н3О]+ і [ОН]– (при 25 °C рК становить 13,997). Реагує з лужними й лужноземельними металами з утворенням гідроксидів та водню. З
неметалічними оксидами (наприклад, SO3, P2O5) дає кислоти, з оксидами більшості електропозитивних металів — гідроксиди (наприклад, NaOH). Багато речовин при взаємодії з водою зазнають гідролізу — заміщення електронегативних замісників на гідроксильну групу. Вода здатна приєднуватися до полярних кратних зв'язків (ковалентна гідратація).
У природі існує у трьох агрегатних станах — твердому (лід), рідкому (вода) і газоподібному (водяна пара). Молекула води складається з одного атома кисню і двох атомів водню. Атоми водню розташовані в молекулі таким чином, що напрямки до них утворюють кут 104,45° із вершиною в центрі атома кисню. Таке розташування зумовлює молекулі води дипольний момент у 1,844 дебаї.
При заміні атомів водню (протонів) на атоми дейтерію утворюється модифікація, яка називається важкою водою.
Вода — одна із найголовніших речовин, потрібних для органічного життя. Рослини та тварини містять понад 60 % води за масою. На Землі водою покрито 70,9 % поверхні. Вона здійснює у природі постійний колообіг, випаровуючись з поверхні й повертаючись на неї у вигляді атмосферних опадів. Вода має велике значення для економіки: сільського господарства й промисловості. Прісні води, придатні для пиття, становлять лише 2,5 % від загальної кількості води на Землі. Нестача води може стати однією з найгостріших проблем людства в найближчі десятиліття.

## Поширення в природі

### У Всесвіті
Хімічні елементи, які входять до складу води, водень і кисень належать до найпоширеніших у природі. Утворення води з цих елементів відбувається там, де густина газів достатньо велика і зіткненням між атомами достатньо ймовірне. Вода виявлена в складі міжзоряних газових хмар, що лежать у межах нашої галактики — Чумацького Шляху.

### У Сонячній системі
Одним з найважливіших питань, пов'язаних з освоєнням космосу людиною і можливістю виникнення життя на інших планетах, є питання про наявність води за межами Землі в достатній концентрації. Відомо, що деякі комети більше, ніж на 50 % складаються з водяного льоду. Не варто, втім, забувати, що не будь-яке водне середовище придатне для життя — зокрема, акумуляторна батарея містить 25 %-ий розчин сірчаної кислоти у воді (але життя в ньому, очевидно, є малоімовірним, тим більше, його виникнення).
У результаті бомбардування місячного кратера, проведеного 9 жовтня 2009 року НАСА з використанням космічного апарата LCROSS, вперше були отримані достеменні свідчення наявності на супутнику Землі водяного льоду у великих обсягах.
Точно з'ясовано, що вода у замерзлому стані є на поверхні Марса.
Рідка вода, імовірно, є під поверхнею деяких супутників планет, найімовірніше, на Європі, супутнику Юпітера.

### На Землі

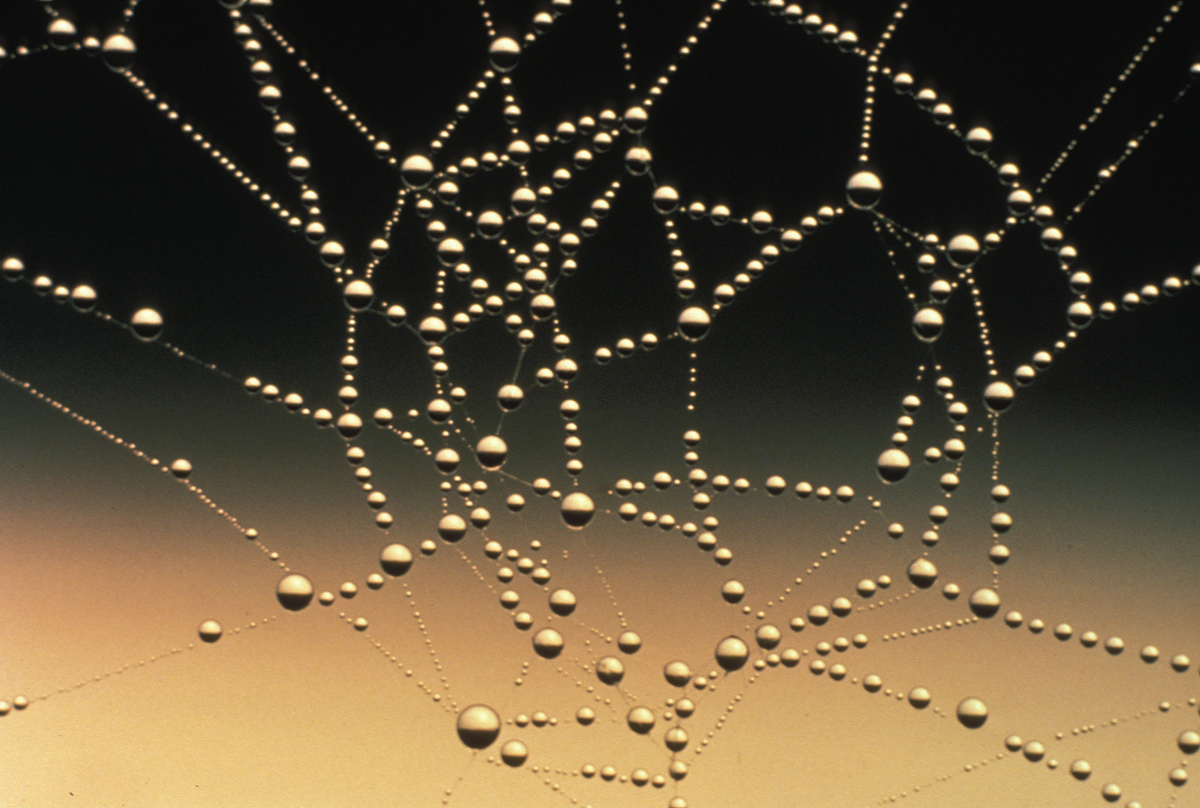
Краплини води (роса) на павутинці

Вода належить до найпоширеніших речовин на Земній кулі. Водою вкрито близько 2/3 поверхні земної кулі (океани, моря, озера, річки). Значна її кількість у вигляді льоду і снігу вкриває високі гори й величезні простори Арктики та Антарктиди. Багато води в атмосфері — пара, туман і хмари. Значні кількості води містяться і в земній корі у вигляді підземних вод. У природі вода перебуває не тільки у вільному стані, а і в хімічно зв'язаному.
Вода входить до складу багатьох гірських порід і всіх рослинних і тваринних організмів. На воду припадає близько 60 % маси тварин і до 80 % маси риб. У деяких рослинах вміст води іноді перевищує 90 % їхньої маси.
Більшість запасів води на Землі знаходяться в морях і океанах, прісна вода становить 2,5-3 % від загального об'єму гідросфери.
Вчені припускають, що перші поклади води в мантії Землі з'явилися приблизно 2,7 млрд років тому. Вважається, що воду занесли астероїди на ранній стадії утворення планети близько 4 млрд років тому.

## Фізичні властивості

Спрощена просторова модель формування водневих зв'язків між молекулами води

Чиста вода — безбарвна прозора рідина, без запаху і смаку. На землі вода існує в трьох агрегатних станах — твердому, рідкому та газоподібному. За нормального атмосферного тиску при 0°С вона замерзає і перетворюється у лід, а при 100 °С — кипить, перетворюючись у пару. У газоподібному стані вода існує і за нижчої температури, навіть нижче 0 °С. Тому лід і сніг теж поступово випаровуються.
У рідкому стані вода практично не стискається, при замерзанні розширюється на 1/11 від свого об'єму.
Найбільшу густину вода має при +4 °С. Масу 1 см³ чистої води при цій температурі прийняли за одиницю і назвали грамом (сучасне визначення грама основане на точнішому еталоні). На відміну від інших рідин, вода при охолодженні від + 4 до 0 °С розширюється. Тому лід легший від води (на 8 %) і не тоне у ній. Завдяки цьому, а також малій теплопровідності шар льоду захищає глибокі водойми від промерзання до дна, і цим забезпечується у них життя.
Потрійна точка води, тобто умови, за яких одночасно у рівноважному стані можуть співіснувати вода, лід та пара, реалізується при температурі 0,01 °C і тиску 611,73 Па. Значення 0,01 °C точне — на ньому основане визначення одиниці вимірювання температури в Міжнародній системі (SI), кельвіна. Проте відповідно до запропонованих змін у SI, коли значення сталої Больцмана та числа Авогадро буде зафіксовано, температура потрійної точки води буде визначатися з похибкою.
Вода характеризується великою питомою тепломісткістю, що дорівнює за означенням калорії 1 кал/г-град або приблизно 4200 Дж/кг°С. Завдяки цьому температура океанів і морів змінюється досить повільно, і цим регулюється температура на поверхні земної кори. Цим пояснюється також те, що клімат на островах рівномірніший, ніж на материках. Питома теплота пароутворення складає 2,4 МДж/кг, питома теплота плавлення льоду (λ) дорівнює 332 кДж/кг.
Фізичні властивості води великою мірою зумовлені тим, що її молекули мають значний дипольний момент (1,844 Дебая). Оскільки атоми кисню є більш електронегативними, ніж атоми водню, вони відтягують на себе електронну густину ковалентних зв'язків у молекулах води. Через це на перших (O) виникає частковий негативний заряд (2δ-), а на других (H) — вдвічі менший за значенням позитивний заряд (δ+). Внаслідок електростатичного притягування між атомами водню й кисню сусідніх молекул води, між ними формується водневий зв'язок. Завдяки такій взаємодії конденсація води відбувається при порівняно високій температурі. Так, наприклад, набагато важчі молекули кисню і вуглекислого газу при цих температурах конденсованої фази не утворюють.
У будь-який момент часу в рідкій воді більшість молекул утворюють водневі зв'язки, проте час життя кожного з них дуже короткий (від 1 до 20 пс). Після руйнування одного зв'язку наступний, із тим же або іншим партнером, утворюється приблизно через 0,1 пс. Тимчасові групи молекул води, сполучених між собою водневими зв'язками, називають «кластерами, що мигають». Сила водневих зв'язків досить невелика (енергія розриву 23 кДж/моль), проте вони дуже суттєво впливають на властивості води, через їх велику кількість.
Завдяки своїй формі молекули води можуть сполучатись водневими зв'язками із чотирма іншими. Саме таким чином вони організовані у кристалах льоду. Проте в рідкій воді молекули менш впорядковані та перебувають у стані постійного руху, тому середня кількість зв'язків, що утворюються кожною із них, в будь-який момент часу становить 3,6.
У воді виявлено наявність когерентних далекодійних диполь-дипольних взаємодій, як в льоду. Це означає, що структура рідкої води має більше схожості з льодом, ніж вважалося раніше. Великий асортимент і просторове поширення когерентних режимів свідчить про існування широкої мережі водневих зв'язків, на відміну від більш ранніх уявлень про структуру води, які розглядали подібну динаміку тільки для невеликих молекулярних кластерів

### Вода як розчинник

Схематичне зображення гідратної оболонки навколо іона натрію

Вода — це полярний розчинник, у ній добре розчиняються полярні й заряджені сполуки, які ще називають гідрофільними. Речовини, що складаються із неполярних молекул, у воді не розчиняються, їх називають гідрофобними. Гідрофобними, а отже і погано розчинними, зокрема є такі гази як кисень і вуглекислий газ. Тому багато живих організмів, в тому числі й людина, мають спеціальні транспортні білки, такі як гемоглобін та міоглобін, для перенесення кисню по тілу, а вуглекислий газ в крові перебуває у формі бікарбонату (HCO-
3).
Здатність води ефективно розчиняти полярні й заряджені речовини зумовлена високою діелектричною проникністю, її діелектрична стала при температурі 25 °C становить 78,5 (для порівняння діелектрична стала неполярного розчинника бензену при тій же температурі 4,6). Це означає, що вода може ефективно екранувати електростатичні взаємодії між розчиненими іонами. Наприклад, під час розчинення хлориду натрію молекули води утворюють гідратні оболонки навколо іонів Na+ і Cl-, таким чином стабілізують їх, частково нейтралізують їхні заряди, і не дозволяють взаємодіяти одне з одним утворюючи кристали.
Існують також амфіфільні речовини, молекули яких мають гідрофобну і гідрофільну частини. Коли такі речовини потрапляють у воду, їхні полярні частини вступають у взаємодію з молекулами води, в той час як гідрофобні навпаки такої взаємодії уникають. Таким чином завдяки так званим гідрофобним взаємодіям амфіфільні речовини формують у воді міцели.

### Прозорість води

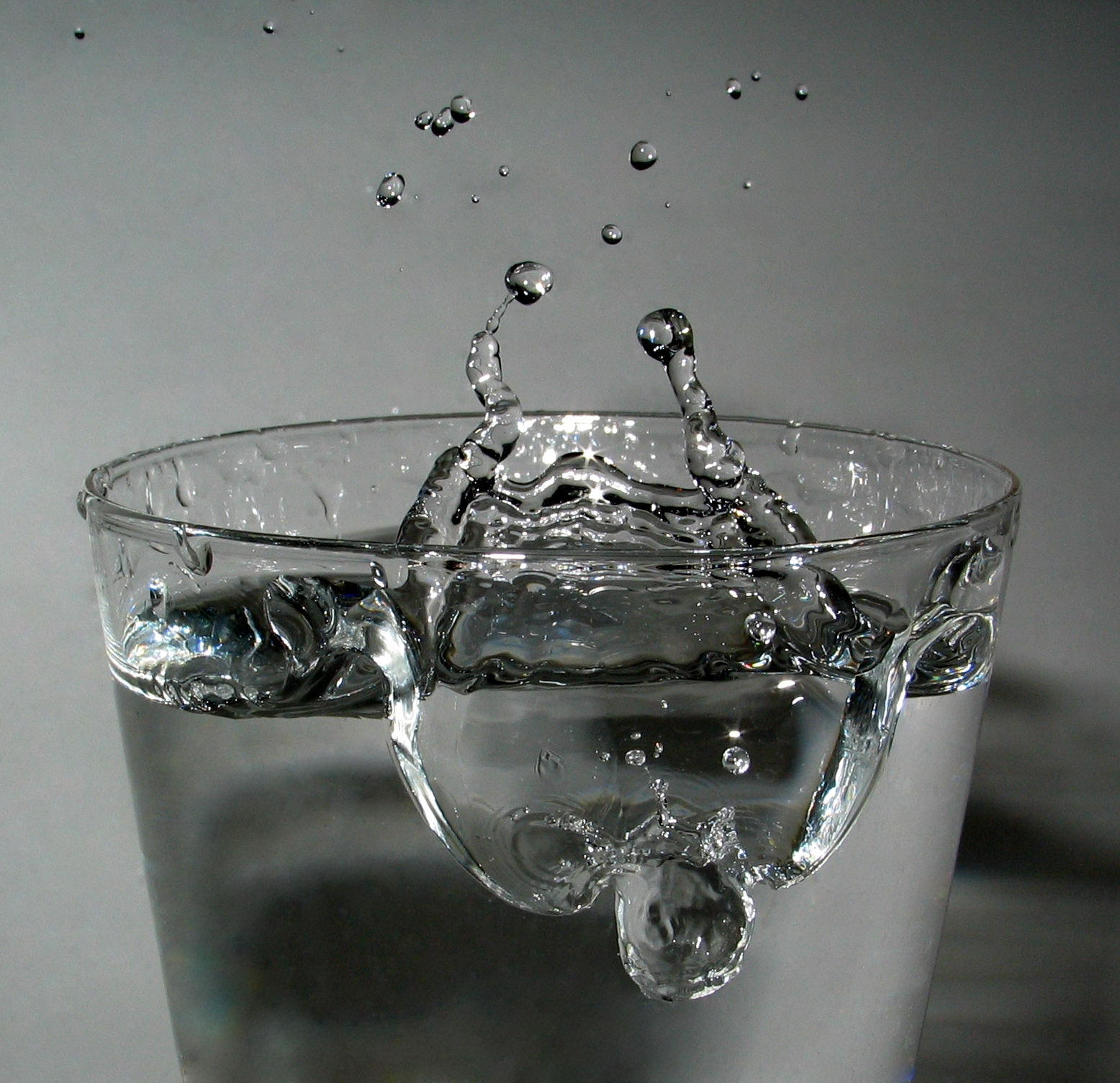
Після падіння краплі води

Чиста вода — прозора речовина з показником заломлення у видимому діапазоні 1,33. Вода, проте поглинає електромагнітні хвилі в інфрачервоній та ультрафіолетовій областях спектру.
Прозорість води залежить від товщини шару, через яку проходить світло, від кольоровості й мутності води, тобто від вмісту в ній різних забарвлених завислих мінеральних і органічних речовин.
Мірою прозорості служить висота стовпа води, за якої можна спостерігати білий диск-прозоромір певних розмірів, що його занурюють у воду, або розрізняти на білому папері стандартний шрифт певного розміру та типу. Результати виражаються в сантиметрах із зазначенням способу вимірювання. За ступенем прозорості води поділяють на: 1) прозорі; 2) слабко прозорі; 3) слабко каламутні; 4) каламутні; 5) сильно каламутні.

## Хімічні властивості
Молекули води мають слабку здатність до зворотної іонізації шляхом розпаду на протон H+ і гідроксид-іон OH-:
H2O  H+ + OH-;
Попри те, що одним із продуктів дисоціації є протони, вони не існують у воді у вільному стані, а натомість відразу ж приєднуються до молекул H2O з утворенням іонів гідронію H3O+. Внаслідок іонізації чиста вода до певної міри може проводити електричний струм. При чому гідроксид- і гідроній-іони в електричному полі рухаються значно швидше ніж інші іони. Це пояснюється явищем «перестрибування протонів»: жоден індивідуальний іон не переміщується на великі відстані, натомість відбувається перенесення протонів між молекулами води, з'єднаними між собою водневими зв'язками. Таким чином виникає сумарний рух гідроній-іонів до катода, а гідроксид-іонів — до анода. «Перестрибування протонів» також призводить до того, що у водних розчинах дуже швидко проходять кислотно-основні реакції.
У стані рівноваги тільки невеличка частина молекул води іонізовані, так при температурі 25 °C на іони розпадається приблизно одна молекула із пів мільярда. Іонний добуток води ({H+}×{OH-}, де {H+} і {OH-} — активності відповідних іонів) є сталою величиною і становить 1×10−14 M2, оскільки у чистій воді концентрації (і активності) іонів OH- і H+ рівні, то кожна з них рівна 1×10−7 M2. Негативний десятковий логарифм із {H+} називається pH (водневий показник), відповідно для чистої води, яка є абсолютно нейтральною, він становить 7.
У хімічному відношенні вода досить активна. З багатьма речовинами вона вступає в хімічні реакції вже при звичайній температурі.
З оксидами лужних і лужноземельних металів вона утворює основи:
СаО + Н2О = Са(ОН)2
З багатьма оксидами неметалів (ангідридами) вода утворює кисневмісні кислоти:
Р2О5 + 3Н2О = 2Н3РО4
З найактивнішими металами вона утворює основи з виділенням водню:
2Na + 2Н2О = 2NaOH + Н2 ↑
З деякими солями вода утворює так звані кристалогідрати, які характеризуються строго визначеною кількістю молекул води, що припадають на одну молекулу солі. Наприклад, з сульфатом міді вода утворює мідний купорос:
CuSO4 + 5Н2О = CuSO4 • 5Н2О
в якому на одну молекулу сульфату міді припадає п'ять молекул води. Воду, що входить до складу кристалів, називають кристалізаційною.
Кристалізаційну воду не слід плутати з гігроскопічною водою, яка поглинається (адсорбується) поверхнею і порами всіх речовин на відкритому повітрі. Деякі речовини відзначаються підвищеною здатністю поглинати вологу повітря. Внаслідок цього вони мокріють (наприклад, NaCl), а то й і розпливаються на повітрі (як CaCl2). Такі речовини називають гігроскопічними. На відміну від кристалізаційної, кількість гігроскопічної води в речовинах, змінна. Вона хімічно не взаємодіє з речовиною-адсорбатом.
При високій температурі водяна пара взаємодіє з залізом і іншими речовинами. Наприклад:
3Fe + 4Н2О = Fe3О4 + 4Н2
Раніше цю реакцію застосовували в техніці для добування водню.
У термічному відношенні вода досить стійка. Проте при температурах, вищих 1000 °С, вона починає розкладатися на водень і кисень:
2Н2О = 2Н2 + O2
Хімічна сумісність вод — здатність вод не утворювати твердих осадів при їх змішуванні.

## Хімічний склад природних вод
Хімічний склад природних вод (атмосферних опадів, поверхневих, підземних, морських) є комплексом розчинених газів, мінеральних солей та органічних сполук, до якого входять майже всі відомі хімічні елементи. Сучасні фізико-хімічні методи дають змогу визначити понад 80 елементів, присутніх у гідросфері Землі. Проте, багато елементів міститься у природних водах у надзвичайно малих кількостях, які неможливо виявити внаслідок недостатньої чутливості методів аналізу.
Хімічний склад природних вод у гідрохімії при дослідженнях умовно поділяється на 7 груп:
1. розчинені гази — кисень, азот, сірководень, діоксид вуглецю та ін.;
2. головні (основні) іони (макрокомпоненти): аніони — гідрокарбонати (HCO−
3), сульфати (SO2−
4), хлориди (Cl−); катіони — кальцій (Ca2+), магній (Mg2+), калій (K+), натрій (Na+);
3. біогенні речовини — сполуки азоту (NO−
2, NO−
3, NH+
4), фосфору (PO3−
4), кремнію, заліза;
4. органічні речовини — різноманітні органічні сполуки, які належать до органічних кислот, складних ефірів, гумусових речовин, азотовмісних сполук (білки, амінокислоти) тощо;
5. мікроелементи — всі метали, крім тих, що увійшли до головних іонів;
6. радіоактивні елементи — виділені в окрему групу з мікроелементів, враховуючи специфіку походження, фізичні властивості та вплив на життєдіяльність організмів;
7. специфічні забруднювальні речовини — пестициди, синтетичні поверхнево-активні речовини, феноли, нафтопродукти тощо.

Важливим є інтегральний показник — мінералізація води — сума всіх визначених при аналізі мінеральних речовин у мг/дм³ (г/дм³), які містяться у даній воді. Понад 90 % мінералізації природних вод становлять головні іони.
В океанології замість мінералізації використовують поняття солоність води, вимірюється в проміле — ‰ (тисячна частка).
Води з мінералізацією до 1000 мг/дм³ (1 г/дм³) називаються прісними — найбільш придатними для використання людиною в питних цілях. Але прісні води (води льодовиків, більшості річок, прісних озер, частина ґрунтових та артезіанських вод) становлять всього лише 2,5–3 % від загальної кількості води в гідросфері. Тому важливим є їхнє раціональне використання, та охорона від забруднення.
Найменшу мінералізацію серед всіх типів природних вод мають атмосферні опади — в середньому 30–60 мг/дм³. У воді великих річок — 200–600 мг/дм³ (Дніпро, Десна — 30–350 мг/дм³), у відомих озерах — Байкал, (Росія) — до 100 мг/дм³, Світязь, (Україна) — близько 200 мг/дм³, підземні води у бюветах по розливу питної води у м. Києва — понад 500 мг/дм³. Водночас, є соляні озера з дуже великою мінералізацією води (Мертве море — до 300 г/дм³), а свердловина у Бей-Сіті (США), пробурена на Північно-Американській платформі, відкрила найбільш мінералізовані підземні води — понад 600 г/дм³.
Середня солоність морської води у світі — 35 ‰ (35 г/дм³), у Чорному морі — 18 ‰, Азовському — 12 ‰.

## Роль води в природі
У природі вода відіграє надзвичайно важливу роль для людства. Важливими є процеси колообіг води в природі — випаровуючись, вода переноситься на величезні відстані й там випадає у вигляді дощу і снігу. Вологість повітря і кількість атмосферних опадів є найважливішими факторами, що регулюють клімат і погоду.
Природні води є також одним з найважливіших геологічних факторів, що змінюють зовнішній вигляд земної поверхні, розмиваючи гори й утворюючи долини (вивітрювання гірських порід). Вона руйнує гірські породи не тільки механічно, а й хімічно, реагуючи з ними з утворенням інших речовин. При цьому, природні води збагачуються, в першу чергу, розчинними мінеральними речовинами, збільшуючи свою мінералізацію.
Вода має величезне значення в житті людини, тварин і рослин. Вона потрібна рослинам для розчинення поживних речовин ґрунту. Нестача води у ґрунті призводить до погіршення живлення рослин і зниження врожаю сільськогосподарських культур. Тому для забезпечення у ґрунті води здійснюють цілий комплекс агрохімічних заходів.
Сукупність процесів всмоктування, розподілу, споживання та виділення води й солей в організмі людини (і тварин) називається водно-сольовим обміном. Він забезпечує стабільність осмотичної концентрації, іонного складу та кислотно-лужної рівноваги всередині організму
Усі процеси травлення і засвоєння їжі людиною і тваринами відбуваються у водному середовищі. Надмірна втрата води організмом (до 10–20 %) може призвести до загибелі. Щоденна потреба дорослої людини у воді становить 2,5–4 дм³. Вода є одним з шести основних харчових елементів здорового харчування людини поряд з вуглеводами, білками, жирами, вітамінами і мінералами.
|  |  |  |  |  |
|  |  |  |  |  |
|  |  |  |  |  |

### Шкідлива дія води
Шкідливою дією води є:
1. катастрофічне затоплення під час повеней та паводків сільськогосподарських угідь та населених пунктів, що приносить значні економічні збитки;
2. руйнування берегів, захисних дамб та інших споруд;
3. заболочення, підтоплення і засолення ґрунтів, спричинені підвищенням рівня ґрунтових вод внаслідок ненормованої подачі води під час зрошення, витікання води з водопровідно-каналізаційних систем та перекриття потоків підземних вод при розміщенні великих промислових та інших споруд;
4. ерозія ґрунтів, утворення ярів, зсувів та селів.

Під час проєктування водогосподарських та інших об'єктів повинна враховуватися можлива шкідлива дія вод, а під час експлуатації цих об'єктів — вживатися заходи щодо її запобігання, а саме:
1. залуження та створення лісонасаджень на прибережних захисних смугах, схилах, балках та ярах;
2. будівництво протиерозійних гідротехнічних споруд, земляних валів, водоскидів, захисних дамб, водосховищ-регуляторів;
3. спорудження дренажу;
4. укріплення берегів тощо.

## Вода у техніці та сільському господарстві
Вода має численні технічні застосування. Енергія падіння води широко використовується на гідроелектростанціях (ГЕС) для одержання дешевої електричної енергії. Багато води використовується на теплових електростанціях (ТЕС) та атомних електростанціях (АЕС) для технологічного охолодження. Воду використовують у будівельній, текстильній, шкіряній, металургійній і багатьох інших галузях промисловості. Особливо широко застосовують воду у хімічній промисловості для процесів розчинення, фільтрування, промивання і як сировину для одержання різних хімічних продуктів: їдких лугів, кислот, водню тощо.
Надзвичайна роль води у сільському господарстві. Особливо це стосується посушливих регіонів планети, в яких для вирощування сільськогосподарських культур необхідне зрошування земель. Площа зрошуваних земель у світі становить 16 % від усіх сільськогосподарських угідь, але вони дають 50 % сільгосппродукції. Країни-лідери по зрошуванню земель, тис. км²: Індія — 558; Китай — 546; США — 224; Пакистан — 182. Україна на 24-му місці — 22,1 тис. км².
Кожна галузь, кожне виробництво висуває свої вимоги до якості води, яку використовує. Але спільним для них є те, що їм необхідні прісна вода.

## Якість води
Якість води водних об'єктів, що використовуються для господарсько-питного водопостачання, купання, спортивних занять, організованого відпочинку, з лікувальною метою, а також підземних вод повинна відповідати певним санітарним нормам. З цією метою повинні реалізовуватися заходи з охорони вод від забруднення.

## Очищення природної води для водопостачання